# A Dark Truth
A Dark Truth  (også kendt som The Truth) er en action-thriller film instrueret og skrevet af Damian Lee, og produceret af Gary Howsam og Bill Marks. Medvirkende Andy Garcia, Forest Whitaker, Eva Longoria og Kim Coates. Den havde premiere på 2012 Boston Film Festival og i USA den 4. januar 2013.

## Handling
Den forhenværende CIA-agent Jack Begosian bliver politisk talkshow vært. Han bliver hyret af en corporate whistleblower for at afsløre den skjulte sandhed om en massakre i en ecuadoriansk landsby.

## Rolleliste
- Andy Garcia som Jack Begosian
- Forest Whitaker som Francisco Francis
- Deborah Kara Unger som Morgan Swinton
- Eva Longoria som Mia Francis
- Kim Coates som Bruce Swinton
- Devon Bostick som Renaldo
- Steven Bauer som Tony Green
- Al Sapienza som Doug Calder
- Kevin Durand som Tor
- Lara Daans som Karen Begosian
- Peter DaCunha som Jason Begosian
- Drew Davis som Jesus Francis
- Claudette Lali som Renaldo's mother
- Arcadia Kendal som Brooke Swinton
- Jim Calarco som Robert
- Millie Davis som Saber Francis

## Eksterne Henvisninger
- A Dark Truth på Internet Movie Database (engelsk)
- A Dark Truth på Filmdatabasen
- A Dark Truth på AlloCiné (fransk)
- A Dark Truth på MovieMeter (nederlandsk)
- A Dark Truth på AllMovie (engelsk)
- A Dark Truth på Turner Classic Movies (engelsk)
- A Dark Truth på The Movie Database (engelsk)
- A Dark Truth på Rotten Tomatoes (engelsk)
- A Dark Truth på Metacritic (engelsk)
- A Dark Truth på Box Office Mojo (engelsk)